# Wang Jiao
Wang Jiao (chiń. upr. 王娇; chiń. trad. 王嬌; pinyin Wáng Jiāo; ur. 20 stycznia 1988 w Shenyang) – chińska zapaśniczka startująca w kategorii do 72 kg w stylu wolnym, mistrzyni olimpijska.
Największym jej sukcesem jest złoty medal igrzysk olimpijskich w Pekinie w kategorii do 72 kg. W Londynie 2012 zajęła piąte miejsce w kategorii 72 kg.
Czterokrotna uczestniczka mistrzostw świata, piąta w 2005. Zdobyła trzy medale w mistrzostwach Azji, - złoty w 2005. Pierwsza w Pucharze Azji w 2003. Druga w Pucharze Świata w 2009; siódma w 2012 roku.